# アブリオーラ
アブリオーラ（イタリア語: Abriola）は、イタリア共和国バジリカータ州ポテンツァ県にある、人口約1,500人の基礎自治体（コムーネ）。

## 地理

### 位置・広がり

#### 隣接コムーネ
隣接するコムーネは以下の通り。
- アンツィ
- カルヴェッロ
- マルシコ・ヌオーヴォ
- ピニョーラ
- サッソ・ディ・カスタルダ
- ティート